# Furdenheim
 Furdenheim (en alsacià Fírne) és un municipi francès, situat a la regió del Gran Est, al departament del Baix Rin. L'any 2005 tenia 1.175 habitants.
Forma part del cantó de Bouxwiller, del districte de Saverne i de la Comunitat de comunes del Kochersberg.

## Demografia
| 1962 | 1968 | 1975 | 1982 | 1990 | 1999  |
| ---- | ---- | ---- | ---- | ---- | ----- |
| 580  | 602  | 656  | 708  | 747  | 1.006 |

## Administració
| Període | Identitat       | Partit |
| ------- | --------------- | ------ |
| 2001-   | Jean-René Munch |        |